# Argument van inconsistente openbaringen

Geografische spreiding van grote religies in de moderne wereld

Het argument van inconsistente openbaringen, ook wel bekend als het verkeerde hel vermijden-probleem, is een antigodsbewijs. Het stelt dat een volmaakte godheid ervoor zou hebben gezorgd dat al zijn openbaringen aan de mensheid consistent zouden zijn, dus elkaar niet zouden tegenspreken of uitsluiten, en begrijpelijk zijn voor iedereen. Echter; aangezien er talloze wezenlijk verschillende religies zijn met weer allerlei verscheidene stromingen en geloofsgemeenschappen daarbinnen waar tot op het laagste niveau nog strijdige opvattingen kunnen bestaan, kunnen die goddelijke boodschappen, middels heilige boeken of persoonlijke ervaringen, nooit volmaakt aan alle mensen overgeleverd zijn.
Men kan dus niet weten welke god of goden men moet aanbidden en op welke wijzen, welke rituelen men dient uit te voeren of welke deugden men dient te bezitten om de bovennatuurlijke macht(en) gunstig te stemmen om het eeuwige leven te schenken (in een hemel) en niet naar de verdoemenis te sturen (in een hel), omdat er geen objectieve manier bestaat om te bepalen welke de juiste is/zijn of degene(n) die echt bestaat/bestaan.

## Verkeerde hel
Stel dat men bij het leven in de christelijke God gelooft, maar dat als men sterft en in een hiernamaals zou komen en de islamitische God (Allah) blijkt te bestaan, kan men in de 'islamitische' hel terechtkomen omdat men zijn hele leven in de verkeerde god en dus de verkeerde hel heeft geloofd (de Koran heeft twee verzen volgens welke christenen en joden in de hel zullen belanden; twee andere weerspreken dit echter en verzekeren hen de hemel zoals de moslims). Maar het kan ook omgekeerd zijn dat men verkeerdelijk in Allah gelooft, terwijl (de christelijke) God wacht na de dood en men als 'ongelovige' of 'ketter' naar de 'christelijke' hel wordt gestuurd (zoals Mohammed en Ali in De goddelijke komedie van Dante Alighieri). Het probleem is dat men bij het leven niet kan weten welke god men moet volgen om na het leven niet in de verkeerde hel te belanden, omdat elkaar concurrerende religies (in dit geval het christendom en de islam) niet kunnen bewijzen dat hun opvatting erover (de) juist(e) is.